# Walid Salah-El-Din
Walid Salah-El-Din (Il Cairo, 27 ottobre 1971) è un ex calciatore egiziano, di ruolo centrocampista.